# Ишмаел Байду
Ишмаел Байду (на английски: Ishmael Baidoo) е ганайски футболист, който играе на поста крило. Състезател на Верия.

## Кариера
На 1 януари 2017 г. Ишмаел подписва с отбора на Септември (София). Прави своя дебют на 17 април при загубата с 2 – 1 като гост на Витоша (Бистрица).